# 内毛根鞘
内毛根鞘（英語：或），简称内根鞘，是指由毛囊上皮根鞘内层开始角化的细胞构成的结构。
内毛根鞘分为三层，从内向外依次为Henle层、Huxley层和鞘小皮。Henle层为一层角化的扁平细胞，Huxley层为几层长形细胞，鞘小皮则为一层呈叠瓦状排列的角化小扁形细胞。